# Wave (chanson)
Pour les articles homonymes, voir Wave.
Pistes de Wave
The Red Blouse
Wave (en portugais : Vou Te Contar) est une chanson de bossa nova composée par Antônio Carlos Jobim. La version en anglais de Sergio Mendes e Brasil '66 , chantée par Lani Hall et Mendes sur leur deuxième album, Equinox, en 1967 Puis elle est enregistrée en instrumental avec des arrangements de Claus Ogerman sur l'album de Jobim de 1967, album reprenant le titre du morceau.
La chanson est élue 73e meilleure chanson brésilienne par l'édition brésilienne de Rolling Stone en 2007.

## Enregistrements notables
- Antônio Carlos Jobim - Wave (1967)
- Sérgio Mendes et Brasil '66 - Equinox (1967) (avec les paroles en anglais)
- Walter Wanderley - Batucada  (1967)
- Elis Regina et Toots Thielemans - Aquarela do Brasil (1969) (avec les paroles en portugais)
- Stanley Turrentine - Ain't No Way (1969)
- Oscar Peterson - Motions and Emotions (1969)
- Ahmad Jamal - The Awakening (1970)
- Frank Sinatra et Antonio Carlos Jobim - Sinatra & Company (1971) (avec les paroles en anglais)
- Buddy Rich - Stick It (1972)
- Paul Desmond - Pure Desmond (1974)
- João Gilberto - Amoroso (1977) (avec les paroles en portugais)
- Ella Fitzgerald - Ella Abraça Jobim (1980)
- Miki Matsubara - Blue Eyes (1984)
- Mel Tormé - Mel Tormé Live at the Fujitsu–Concord Festival 1990 (1990)

Source.